# Municipio de Teolocholco
El municipio de Teolocholco es uno de los 60 municipios del estado de Tlaxcala en México. Es parte de la Zona Metropolitana de Puebla-Tlaxcala. Su cabecera es la localidad de Teolocholco.

## Toponimia
La palabra teolocholco proviene del náhuatl y da nombre al municipio. Esta, a su vez, deriva de los vocablos teotl, que quiere decir dios, así como de chol que se desprende choloa ni, que significa ausentarse o huir. Igualmente se integra con la partícula co, que denota lugar. Así, teolocholco se traduce como “lugar donde se escondieron o ausentaron los dioses”.

## Historia

### Época prehispánica
La información sobre el pasado prehispánico de Teolocholco es limitada y se refiere principalmente a asentamientos poco significativos, como aldeas dispersas, microaldeas y estancias habitadas por teochichimecas y otomíes. Sin embargo, se ha identificado a San Luis Teolocholco como una población prehispánica a través de los Padrones de Tlaxcala del Siglo XVI. Estos registros la mencionan como una población dependiente de San José Acuitlapilco, a su vez subordinada a Ocotelulco. Se especula que Teolocholco pudo haber pertenecido a los señoríos de Tepeyanco o Comalteapa antes de la llegada de los españoles en 1519.

### Época virreinal
Durante la Colonia, San Luis Teolocholco contaba con 437 unidades familiares según el censo de 1556-1557. La estructura social incluía líderes con el título de istlama o "hombre sabio", también conocidos como "100-pixque" (guardián de 100 unidades), y subordinados llamados "20 pixque" (guardián de 20 unidades). Sin embargo, no siempre había cinco subordinados por cada líder, como era la norma.
En cuanto a la estructura productiva, las presiones de los líderes por la cercanía de los españoles llevaron al abandono de San Luis Teolocholco y otras poblaciones cercanas, lo que sugiere que la fuerza laboral indígena se integró como tlaquehuales en las haciendas vecinas.
Durante la Colonia, Teolocholco disfrutó del usufructo de las tierras y maderas de las faldas de La Malintzi junto con otras poblaciones vecinas. Aunque se afirma que el pacto hispano-tlaxcalteca otorgó ciertos privilegios a los tlaxcaltecas, como el usufructo de tierras, en la práctica estos beneficios fueron limitados. Los indígenas fueron obligados a pagar tributos excesivos y se enfrentaron a la amenaza de ser empadronados como tributarios durante la cuenta y visita de 1749-1750, lo que llevó a los caciques locales a defender su condición de principales y no tributarios.

### SigloXIX

#### Independencia
No hay referencias concretas sobre la participación de los habitantes de San Luis Teolocholco en la lucha armada por la Independencia. Es posible que algunos individuos se hayan unido de forma individual a la insurgencia.

#### Reforma
En 1857, Teolocholco se integra a la cuarta sección de la junta normativa del estado de Tlaxcala, conforme al decreto n.º 5 del 11 de agosto de ese año, que regula la instrucción pública. Esta sección también incluye a Chiautempan, Zacatelco y San Pablo del Monte.
Durante el Imperio, Teolocholco forma parte del distrito de Tlaxcala, uno de los tres en que se dividió el departamento de Tlaxcala. Posteriormente, el 4 de junio de 1867, Teolocholco se integra al distrito de Zaragoza.

#### Porfiriato

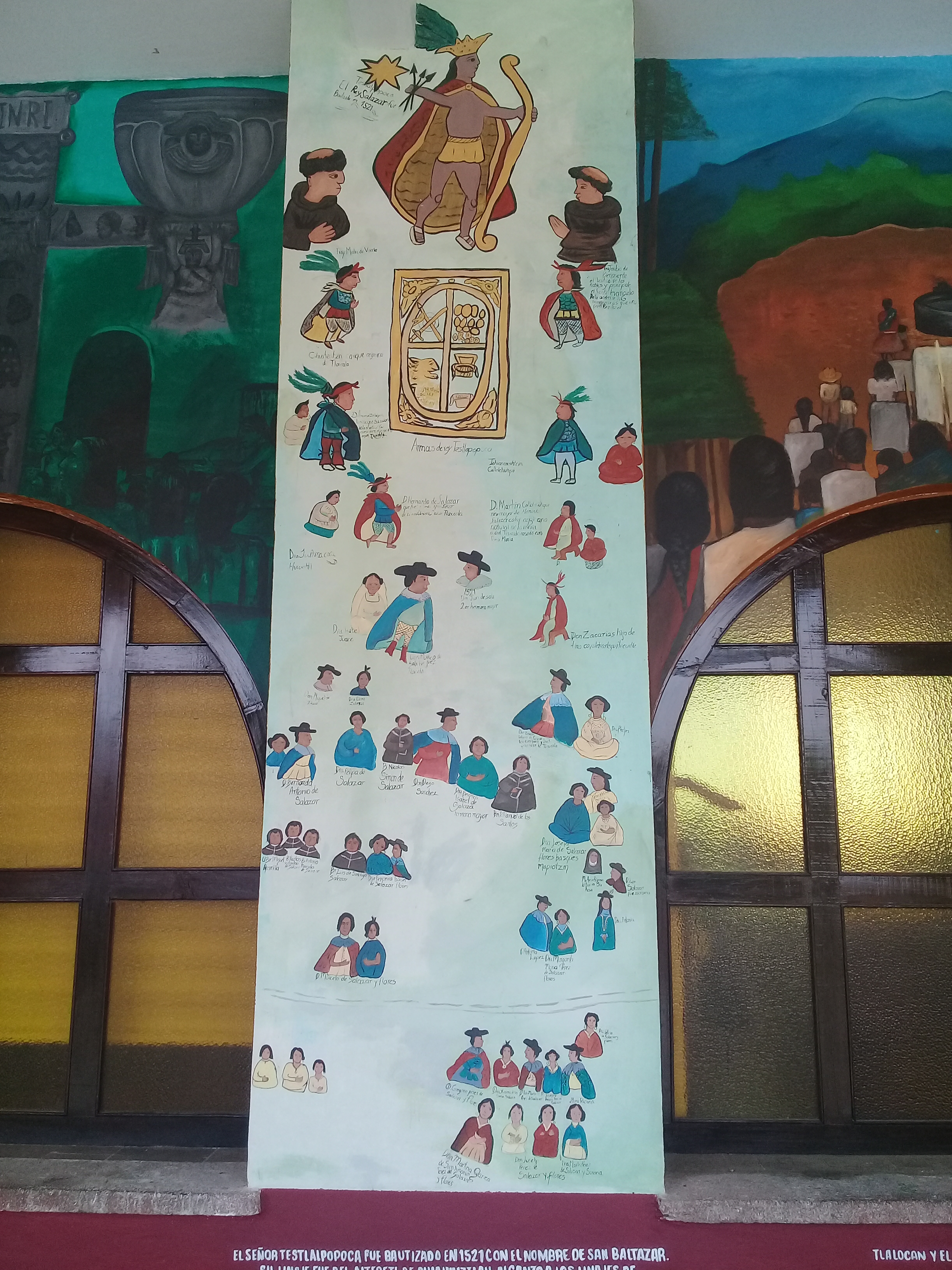
Quizás sea un árbol genealógico que deriva desde la época prehispánica hasta la colonia, (mural en la presidencia municipal de Teolocholco

A finales del siglo XIX, en el estado de Tlaxcala, crece el malestar entre la población debido a la política represiva del gobernador Próspero Cahuantzi. En noviembre de 1899, este malestar se manifiesta en una serie de incidentes, entre ellos uno en Teolocholco, donde 143 vecinos enviaron una carta al gobernador informándole sobre promesas ilusorias realizadas por Isidro Ortiz desde 1902.
Hacia 1908, la población de Teolocholco alcanza los 4,504 habitantes y sigue bajo la jurisdicción del distrito de Zaragoza. En este contexto, el municipio se convierte en escenario de otros eventos significativos que influyen en el desarrollo posterior del estado y se prepara para entrar en la etapa socio-histórica de la Revolución Mexicana.

### Revolución mexicana
Tras la muerte de Aquiles Serdán, Cuamatzi desciende de la montaña de Teolocholco, donde acampó, para dirigirse temprano el 19 de noviembre a Santa Cruz Tlaxcala con sus fuerzas mal armadas. Su objetivo es interrumpir las comunicaciones ferroviarias entre Apizaco y Puebla. Teolocholco se encuentra así por primera vez en una etapa significativa, no solo para el estado, sino para todo México. Esta etapa marca el quiebre con las antiguas estructuras de poder y sienta las bases para una nueva institucionalidad que guiará el desarrollo del país contemporáneo. Las manifestaciones de inconformidad no tardan en surgir, y Teolocholco se convierte en uno de los primeros municipios en expresar esta situación.

### Época contemporánea
En la actualidad, Teolocholco es un municipio donde prevalece el trabajo individual en el campo, aunque a veces se practica el trabajo colectivo. Se cultiva maíz, alfalfa, haba, tomate y avena.
El municipio está compuesto por los pueblos de San Luis Teolocholco (cabecera), El Carmen Aztama y Santa María Acxotla del Monte. Forma parte del corredor industrial Malintzi y, de acuerdo con la Constitución Política del Estado de Tlaxcala, es una parte integral de la entidad.
En 1932, la producción anual de pulque alcanza los 11,000 litros en promedio, mientras que durante cuatro años el promedio de producción de frijol, maíz y cebada es de 11, 150 y 31 toneladas respectivamente.
Por decreto n.º 122 del 9 de septiembre de 1934, se separan del municipio las localidades de Acuamanala, Quilehtla y Ayometitla, que pasan a formar parte del municipio de Acuamanala de Miguel Hidalgo. En 1945, bajo el gobierno de Rafael Ávila Bretón, se ratifica a Teolocholco, según la Ley Orgánica del Municipio en el Estado de Tlaxcala, como municipio y parte integral de Tlaxcala.

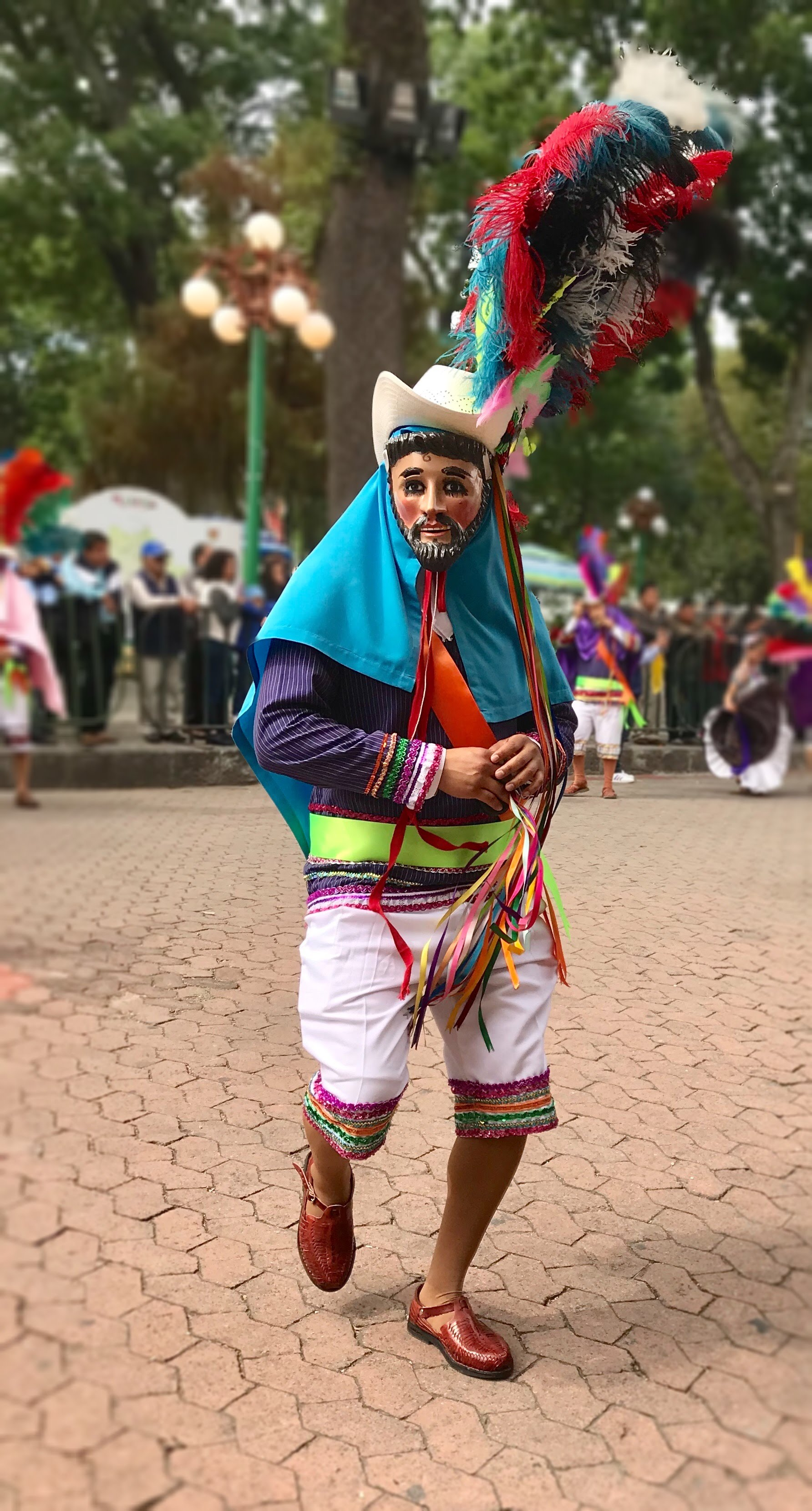
Imagen Ilustrativa de un Huehue

## Fiestas y Costumbres de Teolocholco

### Carnaval y Camadas
Fundada en el año 2005, la "Nueva Camada" surgió con el objetivo de rescatar las costumbres y tradiciones del municipio de Teolocholco. Su debut en el carnaval de Teolocholco ocurrió el 13 de marzo de 2005 bajo el nombre provisional de "Nueva Camada". No fue hasta 2010 que se le otorgó el nombre definitivo de "Camada Quetzalli", que proviene de Quetzalcóatl, que significa 'serpiente preciosa' en náhuatl. La palabra "Quetzalli" se refiere a 'precioso', debido al plumaje reluciente del quetzal, que era utilizado como joya por los pueblos americanos.
La Camada Quetzalli está compuesta por 10 doncellas y 10 basarios que realizan bailes llamados cuadrillas, mientras los Huehues danzan alrededor de ellos. Los Huehues visten un paño bordado a mano con rosas alrededor y el escudo nacional o una figura prehispánica, botas negras, chaleco negro, camisa blanca, corbata, chaparerras o cueros de gamuza y un sombrero adornado con plumas de avestruz pintadas de colores brillantes.
La música que acompañan estos bailes incluye piezas como La Marcha, La Primera, La Segunda, La Tercera o La Estrella, El Jarabe Inglés, La Muñeca y La Culebra. Cada pieza tiene su significado y su papel en la danza. Por ejemplo, La Marcha señala el inicio del recorrido por el pueblo, mientras que La Culebra representa la danza de la víbora, con figuras que simulan la pelea de dos víboras o de dos gallos.

### Fiesta Patronal en honor aSan Luis

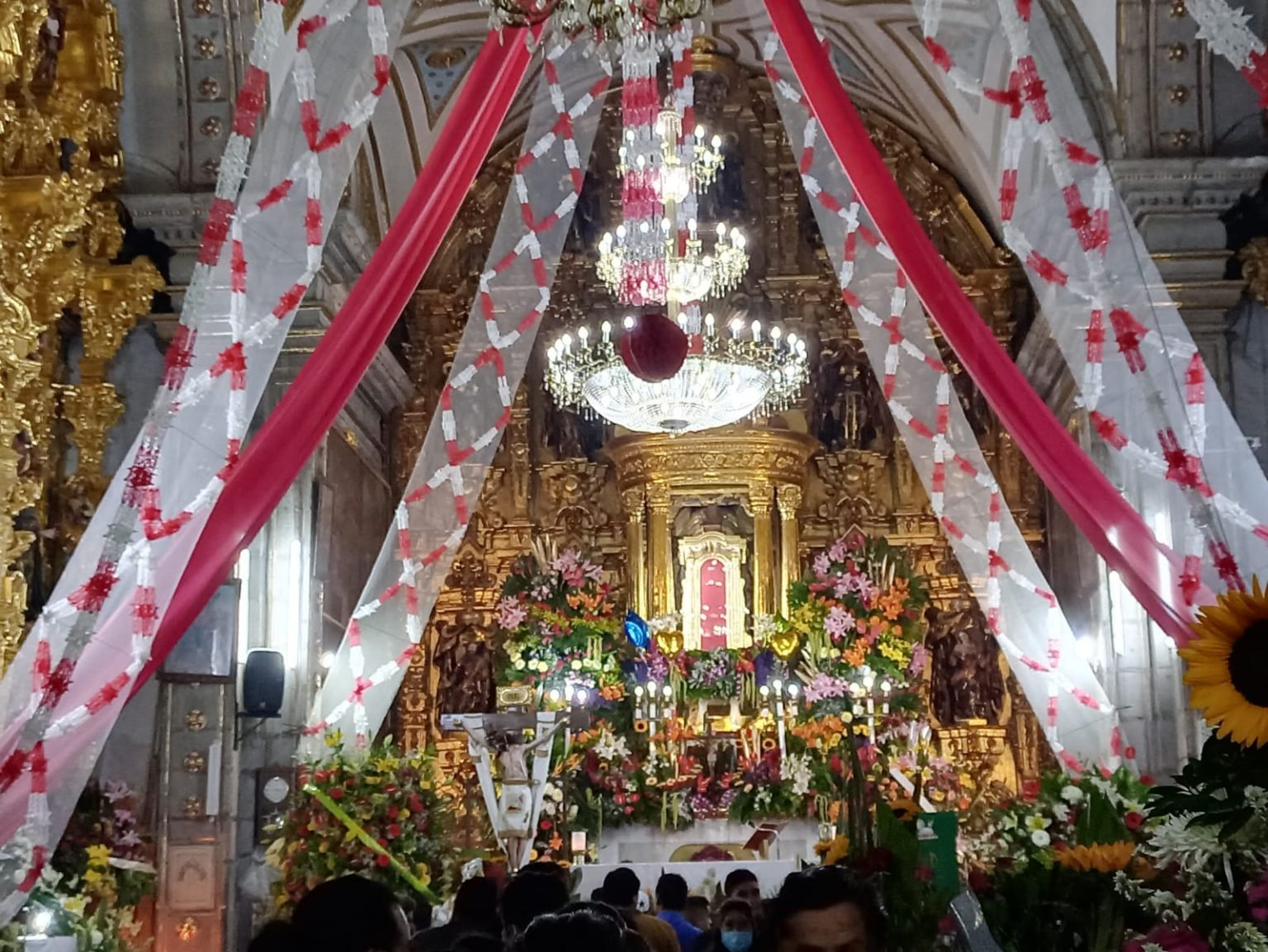
Fiesta Patronal adentro de la parroquia de Teolocholco

Comienzan con las tradicionales mañanitas la noche del 18 de agosto a San Luis Obispo de Tolosa, donde cientos de jóvenes llegan con gran fervor a los pies de esta iglesia a darle los buenos días al Santo Patrón, evento que se prolonga hasta el amanecer, con mariachis, teponaztle, cantos, rezos, flores y miles de visitantes que se dan cita el 19 de agosto para felicitar a esta imagen religiosa.
El próximo domingo se realiza el tradicional mole que todas las familias de esta población ofrecen a todos los visitantes, sin olvidar la nuez que no falta en ninguno de los hogares de Teolocholco, el pan de fiesta y una gran variedad de platillos propios de esta región. En la feria de la Nuez, Teolocholco  tiene preparadas actividades artísticas como bailes populares, eventos deportivos, culturales, además de juegos mecánicos y actividades para los niños.
Sin olvidar, la venta de la nuez de castilla que la encontrarás en la zona comercial junto al kiosco, además de los tradicionales merengues.

## Localización
Ubicado en el Altiplano central mexicano a 2 320 metros sobre el nivel del mar, el municipio de Teolocholco se sitúa en un eje de coordenadas geográficas entre los 19 grados 14 minutos latitud norte y 98 grados 11 minutos longitud oeste.

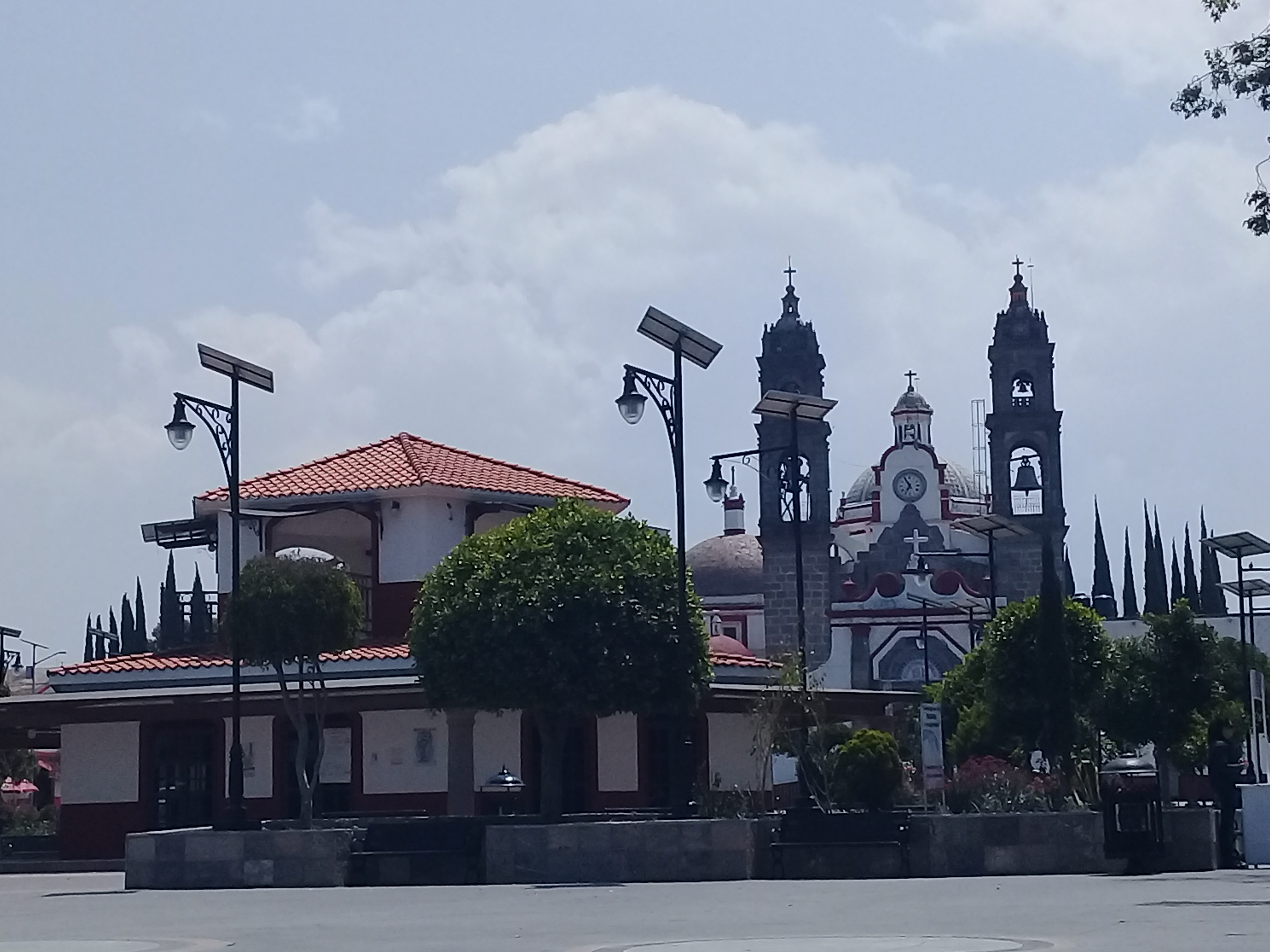
Kiosco e Iglesia en Teolocholco, Tlaxcala

Localizado al sur del estado, el municipio de Teolocholco colinda al norte con los municipios de San Francisco Tetlanohcan, y La Magdalena Tlaltelulco, al sur colinda con los municipios de San Pablo del Monte y Acuamanala de Miguel Hidalgo, al este en la cima del volcán Malintzin, colinda con el  municipio de Huamantla y con el estado de Puebla específicamente con el municipio de Puebla; al oeste colinda con el municipios de Tepeyanco y al noroeste con el municipio de Santa Isabel Xiloxoxtla.

## Extensión
De acuerdo con la información del Instituto Nacional de Estadística, Geografía e Informática, el municipio de Teolocholco comprende una superficie de 80.530 kilómetros cuadrados, lo que representa el 1.98 por ciento del total del territorio estatal, el cual asciende a 4 060.923 kilómetros cuadrados.

## Hidrografía
Los recursos hidrográficos del municipio son escasos, sin embargo existe el nacimiento de un río en la parte oriental del municipio, de nombre Río Viejo que tiene una trayectoria de oriente a sudoeste, recorriendo aproximadamente 6 km.

## Clima

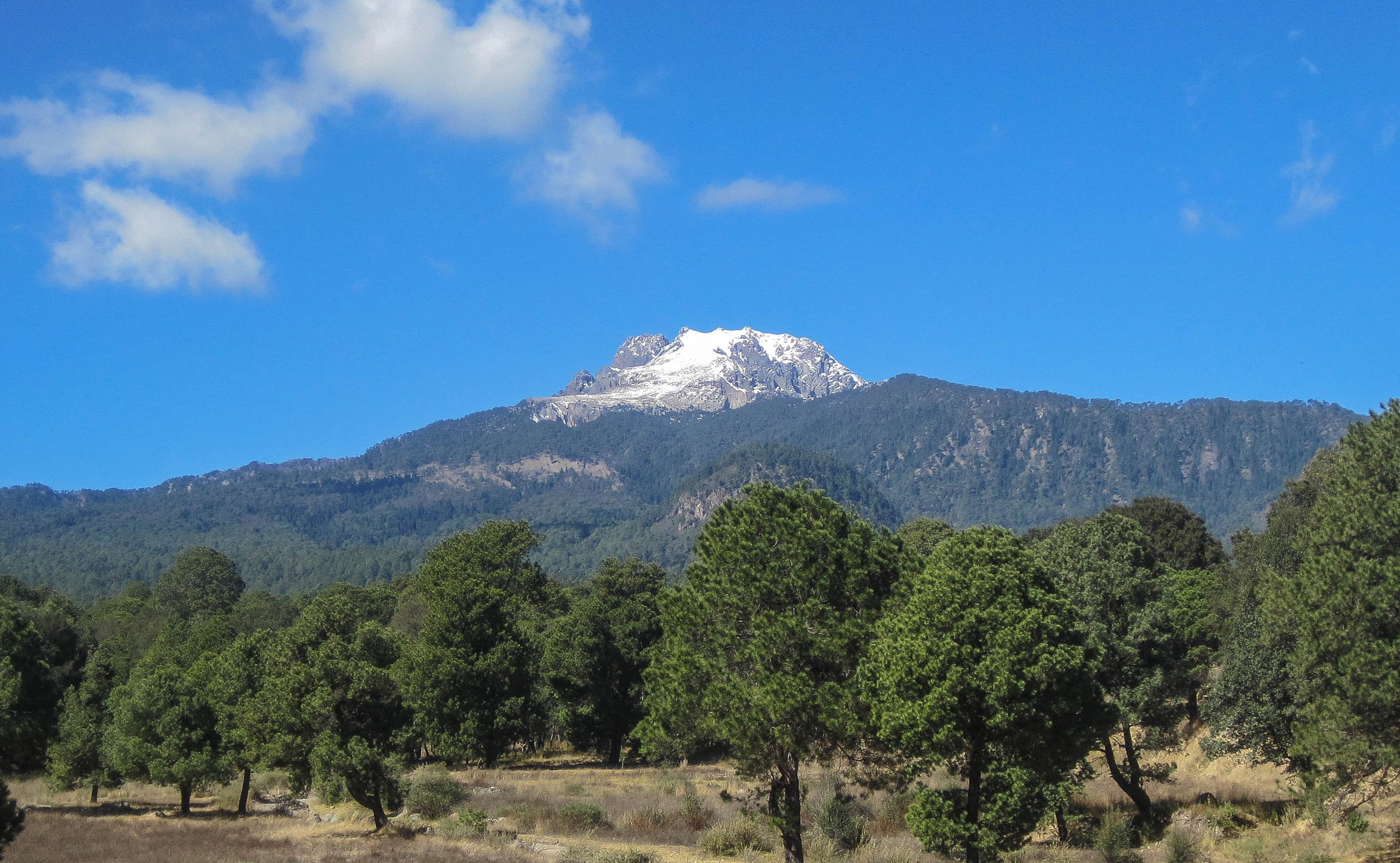
La Matlalcueyetl (Volcán)

En el municipio el clima se considera semifrio subhúmedo, con régimen de lluvias en los meses de mayo a agosto. Los meses más calurosos son abril y mayo. La dirección de los vientos en general es de norte a sur, igualmente la temperatura promedio anual máxima registrada es de 24.3 grados Celsiusy la mínima de 6.9 grados Celsius. La precipitación promedio mínima es de 4.8 milímetros y la máxima de 165.9 milímetros.

### Flora
La totalidad del municipio de Teolocholco está en el volcán de La Malinche, por ello, su vegetación está dispersa en varios estratos altitudinales. En la parte inferior se encuentra el bosque de encino (Quercus laeta, Q.obtusata, Q. crassipes), que a menudo se encuentran conviviendo con el ocote chino (Pinus leiophylla); un poco más arriba el encino de hoja grande (Q. rugosa) se encuentra asociado al madroño (Arbutus xalapensis) y al pino real (Pinus monctezumae), además del pino blanco (Pinus pseudostrubus) y al ailite (alnus jurollensis). Este estrato es compartido con especies de menor talla como el huejote (Salís paradoxa) y el tepozán (Buddleia parviflora).
Entre los 2 800 y 3 500 m., de altitud se encuentra el bosque de oyamel (Abies religiosa), árbol cuya copa es parecida a la de un cono y que se caracteriza por su majestuosidad y belleza; por arriba de este bosque de oyamel se encuentra un bosque de pino de alto (Pinus hartwegii), mismo que marca el límite superior de la vegetación arbórea, puesto que más arriba, antes de llegar a la cima de la montaña, sólo se encuentra la vegetación conocida como páramo de altura o zacatonal alpino y que indica una altitud superior a los 4 300 metros. Algo sobresaliente en la cima de la montaña, es la presencia de un pequeño árbol, cuyo nombre común es junípero o cedrillo enano (Juniperus monticola), arbusto que presenta hábito rastrero y comúnmente crece en sitios rocosos y fríos.
Es importante resaltar, que la densidad media del arbolado en el volcán de La Malinche es de 205 individuos por hectárea y el 61.5 por ciento de su arbolado son coníferas y el 38.5 por ciento son hojosas, además de presentar casi en la totalidad de su superficie huellas de incendio y de pastoreo.

### Fauna
No obstante el crecimiento y expansión acelerada de la mancha urbana, en el territorio del municipio, todavía es común encontrar algún tipo de fauna silvestre como por ejemplo: conejo (Silvilagus floridanus) y liebre (Lepus californicus). En la planicie aves y reptiles como la codorniz (Cyrtonix montezumae), picapinos y víbora de cascabel (Crotalus sp.).